# Redovnički zavjet
Redovnički zavjet je niz redovničkih pravila, koje obvezuju redovnike, da po njima žive. Mnoge katoličke redovničke zajednice imaju zavjete čistoće, siromaštva i poslušnosti. 
Postoje privremeni i trajni zavjeti. Ovisno o karizmi pojedine redovničke zajednice postoje i drugi zavjeti. Pijaristi polažu zavjete, da će se posebno posvetiti odgoju djece i mladih. Isusovci imaju dodatni zavjet poslušnosti papi u pitanjima misija. Benediktinski zavjeti su: postojanost (lat. stabilitas), monaška tradicija (lat. conservatio morum) i poslušnost (lat. oboedientia). Oni su među prvim redovnicima u povijesti koji su polagali redovničke zavjete (od 6. stoljeća). Misionarke ljubavi Majke Terezije imaju zavjet pomoći najsiromašnijima od siromašnih. 
Za nepridržavanje zavjeta postoje sankcije.
Polaganje redovničkih zavjeta postoji i kod pravoslavnih i protestantskih redovnika te kod budista. 